# Ampervreilhorn
Ampervreilhorn är en bergstopp i Schweiz. Den ligger i distriktet Surselva och kantonen Graubünden, i den sydöstra delen av landet, 140 km öster om huvudstaden Bern. Toppen på Ampervreilhorn är 2 801 meter över havet.